# Cosmesi decorativa

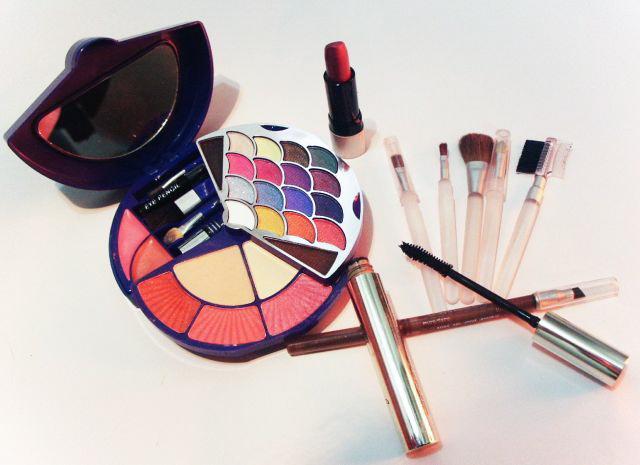
Kit cosmetico

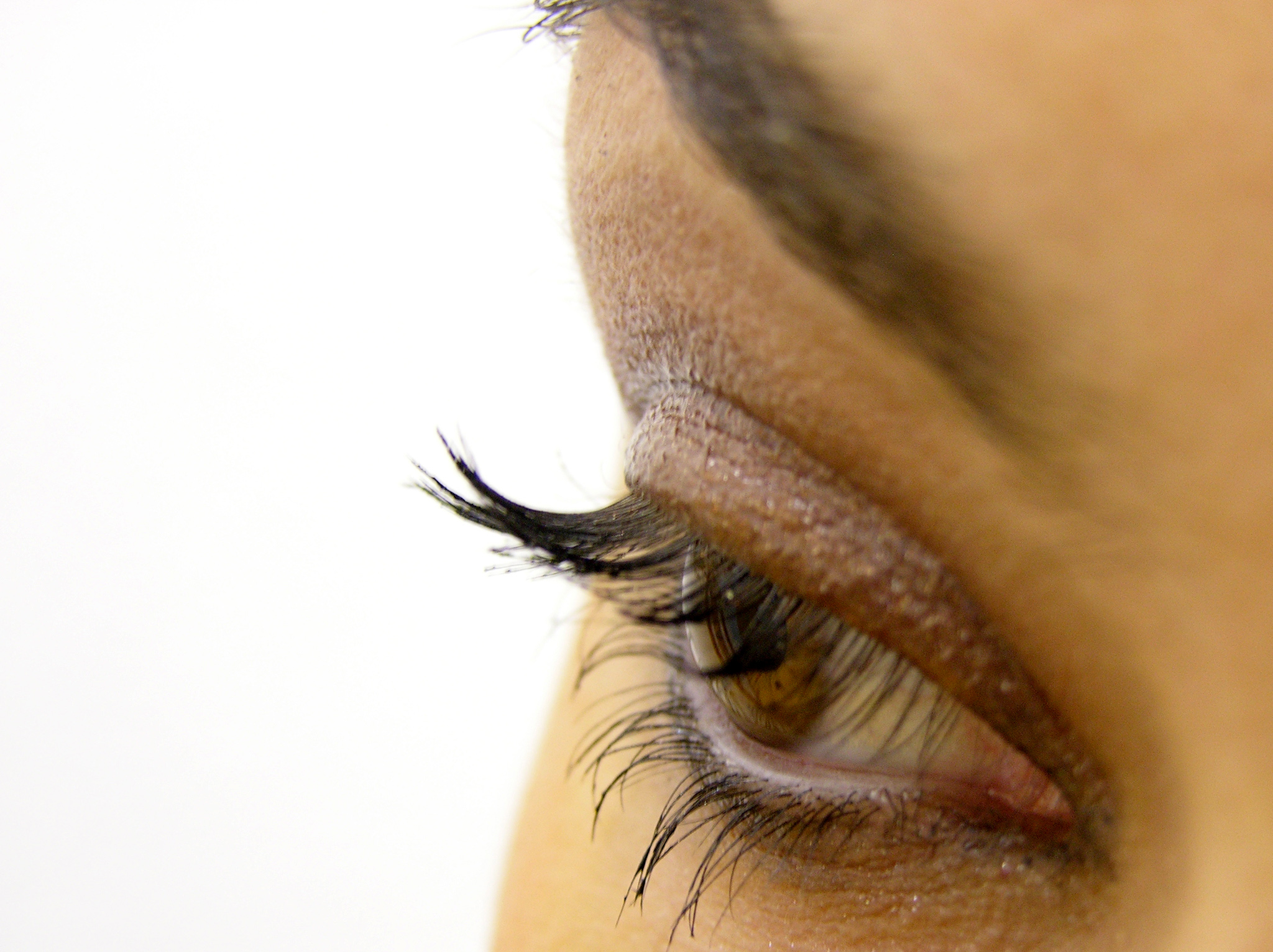
Fotografia ravvicinata di un occhio femminile truccato

La cosmesi decorativa è l'insieme di attività, tecniche e arti relative al cosmetico decorativo.

## Storia
La prima evidenza archeologica dell'uso dei cosmetici è stata individuata nell'Antico Egitto attorno al 4000 a.C., dove erano considerati "fluidi divini" e pertanto entravano a far parte del corredo funerario delle loro tombe monumentali; questa usanza ci ha permesso di rinvenire in perfetta conservazione alcuni degli elementi che utilizzavano per dipingersi il volto, come polveri compatte verdi, rosse, bianche e blu, bastoncini di kohl nero, meglio conosciuto come kajal e persino creme e pomate.
Truccare gli occhi era una pratica in uso in tutta la Mesopotamia e nell'area del mare Mediterraneo, come dimostrano le statuette dei Sumeri scoperte nell'antica città di Ur, che avevano occhi pesantemente orlati di nero e sopracciglia congiunte al centro. Anche gli Antichi Greci e gli Antichi Romani facevano uso di cosmetici, in particolare antichi romani ed egiziani usavano cosmetici contenenti mercurio, un elemento tossico.
Le donne greche ricorrevano alla biacca di colore bianco per coprire il volto, al rosso del minio da applicare sulle guance e alla polvere nera di antimonio da passare su ciglia e sopracciglia. Le donne romane, invece, tingevano le labbra con polvere di ocra, imbiancavano le braccia con il gesso e annerivano il contorno occhi con della fuliggine.
Nel XIX secolo la regina Vittoria, definì il trucco una maleducazione: veniva infatti considerato volgare ed usato solo da attori e prostitute
Dalla seconda guerra mondiale in poi la diffusione dei cosmetici si fece capillare in tutto il mondo occidentale, anche se vennero proibiti nella Germania nazista. È possibile leggere altri eventi importanti sulla storia dei cosmetici, in inglese, utilizzando i collegamenti esterni alla fine della voce.
In Giappone le geisha usavano un rossetto fatto con petali di cartamo o zafferanone schiacciato, anche per dipingere le sopracciglia, il taglio degli occhi e il bordo delle labbra.
Nel paese del Sol Levante le geisha usano, per far aderire meglio il fondotinta, anche confezioni di Bintsuke, una versione più leggera della pomata utilizzata dai lottatori di sumo per ungersi i capelli; pasta bianca e polvere per colorare viso e schiena; rosso per definire il contorno degli occhi e il naso; tintura nera, chiamata ohaguro, per colorare i denti durante la cerimonia di mishidashi (iniziazione) delle apprendiste geisha, chiamate maiko.

## Scopo

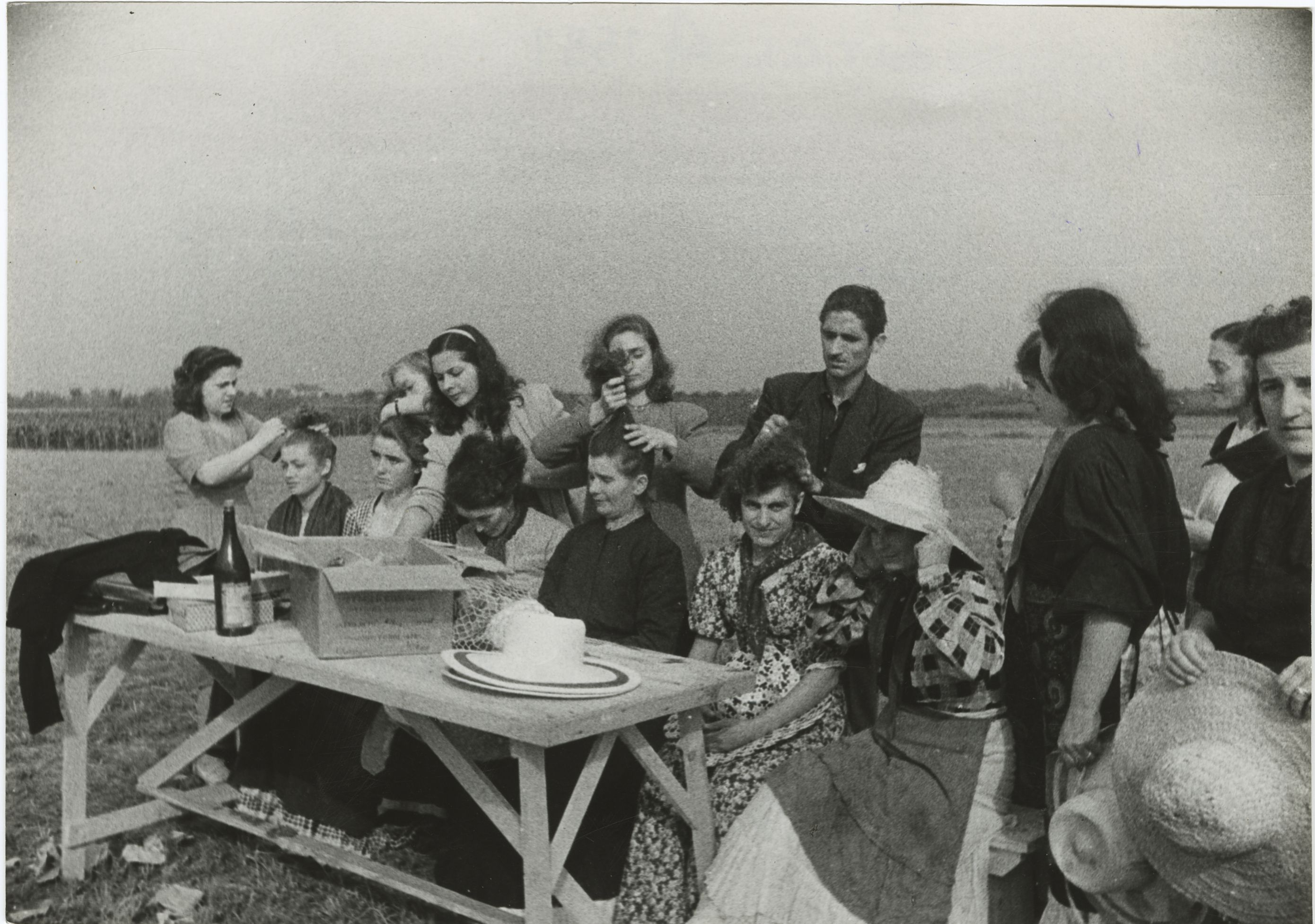
Sessione di trucco per le comparse durante la produzione del film Il mulino del Po del 1949. Archivio storico del Touring Club Italiano.

Lo scopo principale della cosmesi decorativa è di decorare o di simulare giovinezza o salute, in ogni caso di rendere attraente fisicamente chi la usa.
Ma la cosmetica ha diversi altri scopi, per esempio modificare l'aspetto per il teatro e il cinema. È possibile realizzare una grande varietà di effetti, fino alla completa trasformazione di un attore in un essere non umano, grazie all'uso di specifiche protesi. Ci sono trucchi che dissimulano l'identità, come quelli carnevaleschi nei paesi latini e, nei paesi anglosassoni, utilizzati per la notte di Halloween. Molto più comune nella letteratura che nella realtà è l'uso del trucco per scopi criminosi o anti-criminosi (detective, agenti segreti, ecc.)
I cosmetici possono anche essere utilizzati per istruire i medici a riconoscere e trattare diversi tipi di lesioni.
Attraverso un insieme di operazioni il trucco tende a modificare l'aspetto del proprio volto verso un canone di bellezza che distingue pregi e difetti. Nel caso dei difetti si coprono le asimmetrie e gli inestetismi, nel caso dei pregi si marcano i tratti più gradevoli.
I canoni di bellezza vengono impartiti dall'educazione rimanendo nella memoria inconscia, perciò si può parlare di un senso di bellezza comune.
Basandosi sull'osservazione di numerosi volti europei, Leonardo da Vinci stabilì delle regole sulle proporzioni ideali, rappresentando il canone su cui si misura la perfezione umana ed il modello a cui tendere: è più facile trovarli realizzati nelle sculture e nei dipinti classici che non in natura.

## Tipi di cosmetici decorativi
I cosmetici decorativi comprendono:
Primer o mestica
Si tratta di una base che va applicata dopo la stesura e asciugatura della crema idratante, e la loro funzione principale è quella di far durare più a lungo il trucco e rendere la pelle più liscia, compatta e uniforme. I tipi per viso e occhi, oltre a creare una base di colore, servono a ridurre il contatto tra il trucco ed il sebo della pelle, migliorando l'adesività dal trucco. Può anche essere ridotta la penetrazione del trucco nelle linee d'espressione del viso o nelle pieghe dell'occhio.
In commercio ne esistono diversi tipi e colori, a seconda delle necessità della pelle da trattare, per dare diversi effetti agli ombretti o per far risaltare e migliorare la tenuta dei rossetti.
- Viso. A seconda della discromia che deve essere corretta, si utilizzano le seguenti colorazioni: trasparente, permette di creare una base omogenea su una pelle con poche o nessuna imperfezione; verde, adatto a pelli segnate da couperose o rossori diffusi, macchie evidenti da cicatrici acneiche o acne di tipo rosacea; rosa/lilla aiuta a contrastare il colorito grigio e opaco delle pelli spente; aranciato, con tonalità che va dal pesca al bronzo, è utilizzato per correggere le occhiaie, per esaltare il colorito degli incarnati più scuri (le nuance bronzate ne enfatizzano il sottotono tipicamente caldo/dorato), e per scaldare gli incarnati chiari (nuance pesca).

- Occhi. Si applica prima dell'ombretto e contribuisce a creare una base uniforme. Sugli occhi non c'è bisogno di coprire particolari imperfezioni come accade per il viso, ciononostante esistono diverse colorazioni di primer occhi in grado di dare ad uno stesso ombretto effetti diversi.

- Labbra. Solitamente presenta una colorazione neutra ed ha il compito di facilitare la stesura e il fissaggio del rossetto, levigando la superficie delle labbra e migliorandone la durata.

- Ciglia. Applicato prima del mascara, aiuta a far apparire le ciglia più spesse, voluminose e lunghe. In alcuni casi questi primer contengono delle piccole fibre di nylon, che si depositano sulle ciglia in modo da ispessire le singole ciglia. Solitamente il colore dei primer ciglia è bianco, e una volta applicato il mascara non sarà più visibile.

Fondotinta, cipria e correttore
Utilizzati per colorare e rendere omogeneo il volto, illuminandolo e coprendo eventuali imperfezioni, come ad esempio macchie cutanee, brufoli, cuperosi, discromie cutanee di varia natura, borse e occhiaie, al fine di produrre un incarnato perfetto e radioso.
Crema idratante colorata
Può definirsi una via di mezzo tra una crema idratante ed un fondotinta. Molto leggera e poco coprente, è particolarmente indicata per chiunque abbia una pelle priva di particolari imperfezioni perché si limita a rendere più omogeneo il colore della pelle.
Trucco minerale
Noto anche come MMU (dall'inglese Mineral Make Up) è particolarmente indicato per le pelli sensibili, grasse e acneiche perché non comedogeno; inizialmente si tratta di cosmetici esclusivamente in polvere libera, ma oggi esistono anche le normali formulazioni conosciute.
Illuminanti e terre
In polvere o liquidi, servono a "scolpire" il viso attraverso la contornatura, che definisce le zone di luce e d'ombra del viso. La tecnica della contornatura viene utilizzata per modificare la percezione ottica di alcune parti del volto, affinché il viso abbia la forma di un ovale perfetto. Le zone d'interesse di questa azione sono la fronte, gli occhi, gli zigomi, il naso, la mandibola, il mento e il doppio mento.
Ombretto e matita occhi
Utilizzati per modellare la forma dell'occhio e colorare le palpebre, hanno diverse finiture e numerose formulazioni.
Pigmenti
I pigmenti sono estremamente versatili e utilizzabili in vario modo: come ombretto, come matita occhi e/o ombretto "effetto bagnato" (miscelati con specifiche soluzioni che permettono di ottenere una consistenza più cremosa e più facile da applicare), sul resto del corpo per dare particolari effetti o come fard; si possono anche utilizzare sulle labbra mescolando il pigmento con un po' di lucidalabbra, allo scopo di donare maggiore volume creando un punto luce, o più semplicemente per creare una sfumatura personale.
Mascara
In Italia è chiamato anche rimmel (dall'omonima azienda cosmetica inglese fondata nel 1834 da Eugene Rimmel) e serve ad aggiungere fascino e profondità allo sguardo; a seconda dello scovolino e della formulazione, si può ottenere più volume e corposità alle ciglia, le può incurvare e ne intensifica il colore. Per aumentare l'incurvamento delle ciglia, spesso viene utilizzato il piegaciglia. Recentemente è possibile anche trovare in commercio il mascara per sopracciglia, il cui scopo è principalmente quello di disciplinare, ma anche colorare, l'arcata sopraccigliare.
Belletto (o Fard)
In passato veniva usato esclusivamente nelle tonalità del rosa e del rosso per tingere le guance ed ottenere un "colorito sano"; oggi è considerato uno strumento utile a creare contrasti di luci e ombre sul viso, consentendo di plasmarne ed armonizzarne i volumi. In commercio ne esistono di diversi tipi e formulazioni (possono essere compatti, liquidi, in polvere libera o in crema), a seconda della pelle su cui viene applicato o in base al risultato che si vuole ottenere.
Rossetto, lucidalabbra e matita labbra
Utilizzati per valorizzare e armonizzare le labbra. La matita può essere applicata come base per il rossetto, per definire e ridisegnare i contorni della bocca (sfumando leggermente il tratto inferiore della riga disegnata, verso l'interno di entrambe le labbra, per non creare uno stacco troppo netto con il rossetto).
Il rossetto può essere applicato da solo oppure in combinazione con gli altri elementi. Ne esistono di tantissimi colori, ma gli elementi da tenere a mente durante la scelta sono la finitura ricercata (opaco/matte, metallizzato e lucido/satinato) e la soddisfazione di particolari esigenze (compatto è quello contenuto in un astuccio come se fosse un ombretto e che va applicato con il pennellino in dotazione o con le dita; 'lunga durata' dura a lungo dalle 8 alle 12 ore; 'lunga tenuta' sono rossetti appositamente studiati per non lasciare tracce e non permettono sbavature posteriori all'asciugatura del prodotto, curativo solitamente è caratterizzato da colori molto tenui e può contenere filtri UV, ma anche sostanze idratanti e protettive).
Il lucidalabbra, tra i prodotti labbra più utilizzati, può essere applicato in sostituzione del rossetto o applicato sopra per creare punti luce e per donare maggior volume.

## Ingredienti
Gli ingredienti dei cosmetici sono catalogati nell'INCI (International Nomenclature of Cosmetic Ingredients): ne esistono più di 25000.
Tra gli ingredienti della cosmetica moderna è possibile trovare sostanze che destano una certa sorpresa: per esempio per i rossetti si usa una sostanza presa dalle scaglie di pesce, e più precisamente sostanze riflettenti chiamate essenza di perla. Viene principalmente ottenuta dalle aringhe, ed è un sottoprodotto dal processo di commercializzazione del pesce su grande scala. Il colore carminio di molti rossetti viene ricavato dalla pressatura delle cocciniglie.
Prima di essere messi in commercio, i cosmetici vengono valutati con diverse tecniche, tra le quali l'EPISKIN, un derma artificiale creato in laboratorio che riproduce le caratteristiche della pelle umana.

## Effetti collaterali in medicina
L'uso del trucco permanente con il rosso 181 è stato causa di gravi reazioni allergiche.